# 失落的帝國：神秘的水晶
《失落的帝國：神秘的水晶》（英語：Atlantis: Milo's Return）是迪士尼動畫工作室於2003年5月20日發售的錄影帶首映動畫作品。該作為2001年上映的迪士尼第41部長篇動畫電影《亚特兰蒂斯：失落的帝国》（Atlantis: The Lost Empire）的原創續集。主人公邁羅換成由詹姆斯·阿诺德·泰勒擔任配音，另外在前作中原有的角色幾乎还是由原來的配音演员擔任。整個影片分為三個連貫的冒險故事，講述探險家邁羅和同伴一起從海底、沙漠、到冰島進行歷險，解開亚特兰蒂斯最後的秘密。
台灣於2003年在台灣迪士尼頻道首播。錄影帶、VCD、DVD在2003年5月8日同步推出，比美國本地提前將近半個月發行。電影發行後獲得負面為主的評價。

## 劇情
在前作中探險家邁羅和同伴、以及亚特兰蒂斯的公主姬塔在化解了亚特兰蒂斯消失的危機後，他們將再次展開冒險之旅。留在亚特兰蒂斯的邁羅和晉升為亚特兰蒂斯女王的姬塔再重返亚特兰蒂斯同伴的口中得知地面上出現了新的危機，一種神秘的力量正在威脅人民的平靜生活。邁羅一行在航海過程中遭遇到巨大海妖的侵襲，在沙漠中還遭受到沙狼的襲擊，最終他們還要在寒冷的冰島企圖粉碎奧丁毀滅世界的野心。最後他們在自己居住的海底城中所發現的那顆名為“亚特兰蒂斯之心”的大水晶蘊藏着无限的神奇力量。

## 配音員
| 配音                   | 配音   | 角色                              |
| 英語                   | 國語   | 角色                              |
| ---------------------- | ------ | --------------------------------- |
| 詹姆斯·阿诺德·泰勒     | 何志威 | 邁羅（Milo）                      |
| 克莉·桑莫              | 傅其慧 | 姬塔（Kida）                      |
| 約翰·馬奧尼            | 沈光平 | 韋摩（Mr. Whitmore）              |
| 杰奎琳·奥拉德丝        | 劉小芸 | 奧黛麗（Audrey）                  |
| 杰奎琳·奥拉德丝        | 李直平 | 護士（McKeane's Nurse）           |
| 唐·諾維羅              | 康殿宏 | 威尼（Vinny）                     |
| 科里·伯頓              | 姜先誠 | 土豆（Mole）                      |
| 菲尔·莫里斯            | 陳明陽 | 斯維特（Dr. Sweet）               |
| 弗洛伦丝·斯坦利        | 崔帼夫 | 魏老媽（Mrs. Packard）            |
| 弗兰克·维尔克          | 力卡度 | 歐比（Obby）                      |
| 弗兰克·维尔克          | 佟绍宗 | 曼多（Mantell）                   |
| 史蒂文·巴尔            | 孫中台 | 庫奇（Cookie）                    |
| 克蘭西·布朗            | 張鴻明 | 瓦各（Volgud）                    |
| 吉恩·吉尔平            | 陳季霞 | 英格（Inger）                     |
| 凯伊·拉尔森            | 陳旭昇 | 水手（Seaman）                    |
| 凯伊·拉尔森            | 柳超堅 | 肯納（Gunnar）                    |
| 比爾·法格巴克          | 胡大衛 | 史文（Sven）                      |
| 托马斯·弗朗西斯·威尔逊 | 雷威遠 | 康納比（Ashtin Carnaby）          |
| 弗洛伊德·怀斯特曼      | 夏治世 | 賈卡西（Chakashi）                |
| 杰夫·贝内特            | 胡立成 | 山姆（Sam McKeane）               |
| 威廉姆·摩根·谢泼德     | 周寧   | 赫斯壯（Hellstrom）、奧丁（Odin） |

## 國語版工作人員
- 導演：王景平
- 翻譯：洪紫晶
- 製作：景平工作室
- 創作總監：謝英許
- 國語版製作：DISNEY CHARACTER VOICES INTERNATIONAL, INC.

## 外部連結
- 失落的帝國：神秘的水晶 - 迪士尼電影版卡通 （页面存档备份，存于）（繁體中文）
- 失落的帝國：神秘的水晶 - 迪士尼電影資料庫 （页面存档备份，存于）（繁體中文）
- 互联网电影数据库（IMDb）上《失落的帝國：神秘的水晶》的资料（英文）
- 豆瓣电影上《失落的帝國：神秘的水晶》的資料 （简体中文）
- AllMovie上《失落的帝國：神秘的水晶》的资料（英文）
- 爛番茄上《失落的帝國：神秘的水晶》的資料（英文）